# Miles O'Keeffe
Miles O'Keeffe (né le 20 juin 1954 à Ripley dans le Tennessee) est un acteur de cinéma et de télévision américain. Il s'est notamment rendu célèbre pour son rôle dans Tarzan, l'homme singe, sorti en 1981.

## Biographie
Après avoir obtenu son diplôme d’études secondaires, O’Keeffe a fréquenté l’Université Mississippi State University, où il a obtenu un baccalauréat en arts et en psychologie.
Après une brève carrière de conseiller psychologique à la prison à Tennessee, la carrière d'acteur de Miles O'Keeffe a commencé par un rôle dans un téléfilm. Par la suite, il a reçu le rôle-titre dans le film Tarzan, l'homme singe en 1981, qui a commencé sa carrière en tant qu'acteur principal dans films comme Ator le Conquérant.
Il a été critiqué à plusieurs reprises pour sa mauvaise performance en tant qu'acteur. Il a déjà reçu le Razzie Award du pire débutant pour "Tarzan".
Joe D'Amato, qui a choisi Miles pour les films Ator le Conquérant, a donné la description suivante de sa collaboration avec Miles O'Keeffe pour le fanzine italien Nocturno : « En tant qu'acteur, il était déjà très mauvais, un beau physique athlétique, sans doute, je ne suis pas dedans, mais en ce qui concerne l'interprétation, il aurait dû changer de profession. Par Dieu, un garçon en or à bien des égards et un véritable étalon entre les cuisses, mais pas même bon par hasard dans les scènes d'action, où il était pourtant très soutenu par l'armurier Franco Ukmar, qui a fait un travail incroyable sur lui. De plus, son expérience de culturiste l'a rendu très maladroit et il est apparu comme paralysé. »

## Filmographie
- 1981 : Tarzan, l'homme singe de John Derek : Tarzan
- 1982 : Ator le Conquérant de Joe D'Amato
- 1983 : SAS à San Salvador de Raoul Coutard : Malko Linge
- 1984 : Ator 2 - L'invincibile Orion de Joe D'Amato
- 1984 : L'Épée du vaillant de Stephen Weeks
- 1987 : Ator, le Guerrier de fer d'Alfonso Brescia
- 1987 : L'Homme de l'année
- 1988 : Waxwork d'Anthony Hickox : Dracula
- 1988 : The Drifter
- 1988 : Phantom Raiders
- 1992 : Dead On: Relentless II
- 1995 : Zero Tolerance de Joseph Merhi
- 1995 : Pocahontas : La Légende
- 1995 : Silent Hunter
- 2001 : Out of the Black
- 2005 : The Unknown